# USS Boston (1799)
Pour les autres navires du même nom, voir USS Boston.
L’USS Boston est une frégate de 32 canons construite pour l'United States Navy en 1799. Elle participe activement à la quasi-guerre, à la guerre de Tripoli et à la guerre anglo-américaine de 1812. Fatiguée par ces engagements, elle sera brûlée dans le Washington Navy Yard afin d'éviter sa capture par les Britanniques.